# 玛末·卡立
玛末·卡立（1963年4月6日—2021年10月23日）是马来西亚知名的影视从业者，曾担任演员、导演、编剧及剧本翻译。他原先是一名政府职员，后来才涉足电影行业。此外，他也是马来西亚国宝级漫画家莫哈末诺卡立的弟弟。2003年，他在历史喜剧电影《Lang Buana》中首次担任导演。代表作有《僵尸居民》电影系列、《丽玛姐的鬼魂》电影系列等。演员蒂雅拉·杰奎琳娜（Tiara Jacquelina）将玛末比喻为马来西亚21世纪的比·南利。

## 作品风格
玛末·卡立早期的作品都以讽刺喜剧为主。他几乎在每部作品中都插入了社会批评，包括在履行各自职责时的腐败或不公正问题。2014年，他接受马来西亚前锋报的采访时形容自己是一位喜欢在生活中插入包括政治讽刺内容的导演。他说：“如果你关注我，我的头脑更像是一个政治家，但我是一个导演，而不是一个政治家。所以谈论政治不是我的领域。”（Kalau ikutkan, kepala saya ini lebih politikus tapi saya seorang pengarah, bukan ahli politik.Jadi bukan bidang saya untuk cakap pasal hal politik）

## 作品列表
- Lang Buana （2003）
- Rock （2005）
- Man Laksa （2006）
- 僵尸居民 （2007）
- Kala Malam Bulan Mengambang （2008）
- Estet （2010）
- 丽玛姐回家 （2010）
- Husin, Mon dan Jin Pakai Toncit （2013）
- Rock Oo！ （2013）
- Zombie Kilang Biskut （2014）
- 末日天启战 （2014）
- Amir dan Loqman Pergi ke Laut （2014）
- Rumah Pusaka Di Simpang Jalan （2015）
- Werewolf Dari Bangladesh （2015）
- Usop Wilcha Meghonjang Makhluk Muzium （2015）
- Rock Bro！ （2016）
- Lebuhraya Ke Neraka （2017）
- 丽玛姐的鬼魂 （2018）
- Rock 4: Rockers Never Dai （2020）
- Manap Karaoke （2020）
- 18 Puasa Di Kampong Pisang （2021）
- Kampong Pisang Kita Setandan （2021）
- Rajawali: Aku Abang Long（TBA）